# Josef Hoffmann (Maler)

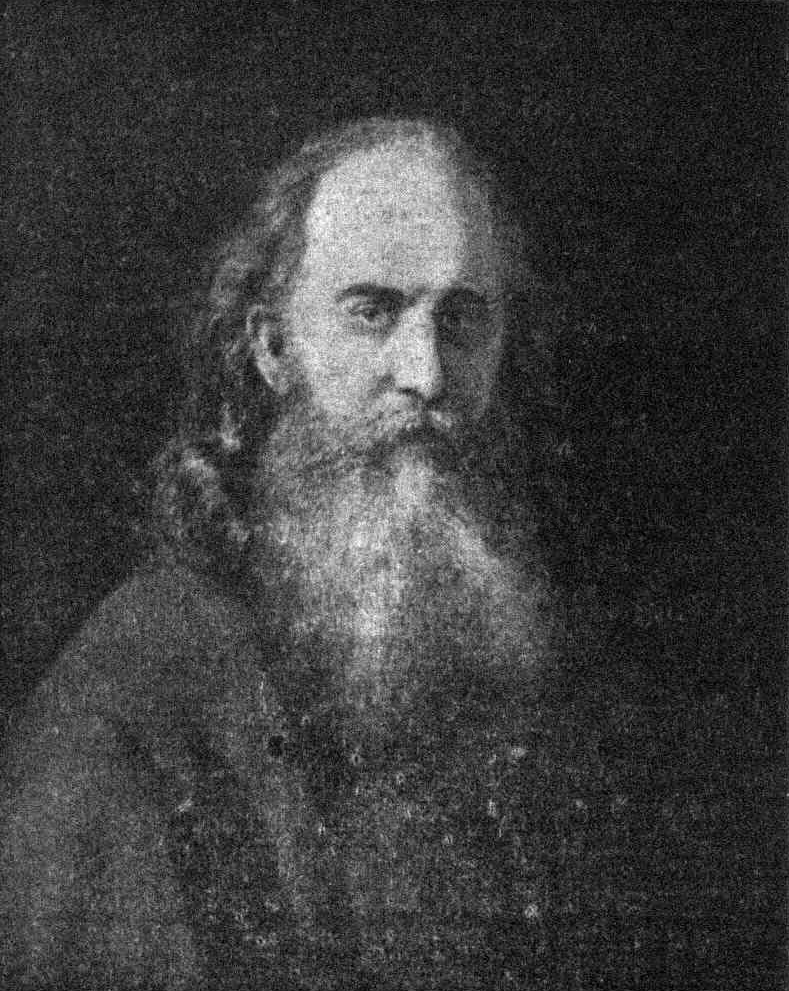
Josef Hoffmann, Selbstporträt

Josef Hoffmann (* 22. Juli 1831 in Wien; † 31. Jänner 1904 ebenda) war ein österreichischer Maler und Bühnenbildner.

## Leben
Hoffmann erhielt frühzeitig Unterricht im Zeichnen und war ein Schüler Sebastian Wegmayrs und für einige Monate an der Akademie der bildenden Künste Wien. Er reiste im Alter von 18 Jahren mit einem Freund seines Vaters durch die Steiermark, Kroatien und nach Serbien und im Jahr 1850 nach Persien. Nach Wien zurückgekehrt, trat er 1851 Carl Rahls Atelier bei und blieb bis 1856 dessen Schüler. Anschließend reiste er über München und Tirol nach Venedig, 1857 nach Griechenland und 1858 nach Rom, wo er sechs Jahre blieb. Hier entstanden oder wurden entworfen die groß aufgefassten idealen griechischen Landschaften wie: Reste des Heiligtums der Venus an der Straße nach Eleusis; das Alte Athen zur Perikleischen Zeit; Athen, von den Gärten der Königin aus gesehen; das Grab Anakreons; und das Sabinergebirge bei Olevano.
1864 kehrte er nach Wien zurück. Von 1869 an malte er für die neue Wiener Hofoper die Dekorationen zur Zauberflöte, dann die zum Freischütz und zu Romeo und Julie. Später malte er acht Zonenbilder im Palais Epstein in Wien (1870–1873; nicht mehr erhalten), landschaftliche Wandgemälde im Schloss Hernstein, die vier Lebensfreuden im Kursalon des Wiener Stadtparkes, fünf Bilder aus dem alten Athen für Baron Sina, die Entwürfe zu den Dekorationen für die Eröffnung des Richard-Wagner-Festspielhauses 1876 in Bayreuth, einen Zyklus zum Ring des Nibelungen für König Ludwig II. von Bayern, die Skizzen zu den Dekorationen für Rheingold und Die Walküre für das Hofoperntheater, mehrere Landschaften aus den Bildungsepochen der Erdoberfläche für das Naturhistorische Museum, zwei Wandgemälde für das Parlamentsgebäude in Wien und die Ölgemälde: Aus dem böhmischen Urwald, Unter Ruinen und König Lear im Sturm aus. Er war ein Vertreter des heroisch-historistischen Stils in der Landschaftsmalerei. Ab 1887 unternahm er erneut Reisen unter anderem nach Tunis, Algier und die Balearen, im Jahr 1889 in die Türkei, dann 1891 nach Ägypten und von 1893 bis 1894 eine Weltreise über Indien, Java, China, Japan und Nordamerika. 
Hoffmann war mit der Schriftstellerin Nina Hoffmann-Matscheko (1844–1914), geborene Matscheko, verheiratet.